# Mesura cautelar
Una mesura cautelar és un instrument legal en forma d'ordre judicial especial que obliga una de les parts en un procediment a fer o a abstenir-se d'actes específics. "Quan un tribunal empra el recurs extraordinari d'ordre cautelar, dirigeix la conducta d'una part, i ho fa amb el suport dels seus plens poders coercitius". Una part que es nega o incompleix una mesura cautelar podria enfrontar-se a sancions penals o civils, incloses possibles sancions monetàries i fins i tot presó. També poden ser acusats de desacatament al tribunal. Les mesures cautelars poden ser perpètues o temporals. Una mesura cautelar temporal pretén preservar l'statu quo o evitar danys irreparables abans que el cas pugui ser vist completament.
Les contramesures són mesures cautelars que frenen o inverteixen l'execució d'una altra mesura cautelar.
La mesura cautelar la sol demanar una part en un procés contenciós administratiu, i un exemple de mesura cautelar habitual és la suspensió de l'acte administratiu. Les mesures cautelars també es poden demanar en la via administrativa.